# Диглосія
Диглосі́я (грец. διγλωσσία — букв. двомовність) — одночасне існування у суспільстві двох мов або двох різних форм однієї мови, застосовуваних у різних функціональних сферах. На відміну від двомовності та багатомовності, диглосія як соціолінгвістичний феномен передбачає свідому оцінку мовцями своїх ідіомів за шкалою «високе — низьке», «урочисте — повсякденне» тощо.
Компонентами диглосії можуть бути різні мови (наприклад, німецька та чеська у Богемії 19 ст.), різні форми однієї мови (літературна мова та діалект — наприклад, класична арабська мова та місцеві арабські діалекти), різні мовні стилі (наприклад, письмовий і оповідний стилі).

## Термінологія
Термін «диглосія» був запропонований американським лінгвістом Чарльзом Фергюсоном у кінці 1950-х рр.
За термінологією Ч. Фергюсона, той з компонентів диглосії, що має вищий престиж, називається мовою (H), а нижчий — мовою (L) (від слів англ. High — високий і англ. Low — низький). Мова (H) є більш формалізованою, вживається як письмова і виконує офіційні функції, саме її формально вивчають у школі (через що вона пов'язана із рівнем освіти та нерідко із соціальним статусом), а мова (L) — менш формалізованою і переважно розмовною, використовується у побутовому спілкуванні. Форми і лексика мови (H) можуть поступово «просочуватись» до мови (L), але часто в адаптованому вигляді.

## Деякі приклади диглосії
- Класична (H) та «вульгарна» (L) латинська мова у Римській імперії
- Англо-норманська (H) та староанглійська (L) мови у період норманського завоювання Англії
- Літературний стандарт німецької мови (H) та місцеві діалекти (L) у Німеччині
- Літературний стандарт італійської мови (H) та місцеві діалекти (L) в Італії
- Французька (H) та ельзаська (L) мови в Ельзасі (Франція)

Раніше класичним прикладом диглосії вважалися також стосунки між швейцарським варіантом літературного стандарту німецької мови та місцевими алеманськими діалектами у Швейцарії, але згодом такий погляд було піддано сумніву, оскільки навіть мовці з високим соціальним та освітнім статусом у неофіційній ситуації розмовляють між собою переважно діалектом. Тому у теперішній ситуації місцеві діалекти навряд чи можна характеризувати як «мову нижчого престижу». Таку ситуацію деякі дослідники називають проміжним варіантом диглосії, або функціональною диглосією.[джерело?]

## Російсько-українська диглосія
Протягом тривалого періоду диглосія в Україні існувала переважно між російською мовою у ролі мови (H) і розмовною українською (або її місцевими діалектами, або суржиком) у ролі мови (L). Але з підвищенням статусу і ролі української мови у суспільстві збільшується число випадків, коли літературна українська мова також відіграє роль мови (H), залишаючи роль мови (L) суржику або місцевим діалектам.
Однак загалом, як зазначає П.Мірошниченко, у медіа-просторі «…мовно-культурна ідентичність як компонент національної картини світу, сформованої сучасними радіостанціями, ні за кількісним, ні за якісним співвідношенням не сприяє позитивній етнічній ідентифікації українця/українки. За показником престижності українська мова програє російській та частково англійській, що свідчить про наявну диглосію мовної ситуації в Україні, асиметричний білінгвізм. Українська мова поступово втрачає сфери активного функціонування, зокрема через реформи у медійному та рекламному законодавстві. Використання в радіоефірі суржика як специфічної форми просторіччя теж сигналізує про негаразди української мовно-культурної ситуації.».